# Maniola oblitescens
Maniola oblitescens är en fjärilsart som beskrevs av Schultz 1908. Maniola oblitescens ingår i släktet Maniola och familjen praktfjärilar. Inga underarter finns listade i Catalogue of Life.